# Автомагистрали Северной Македонии

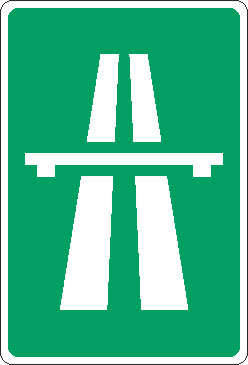
Знак автомагистрали — «автопат»

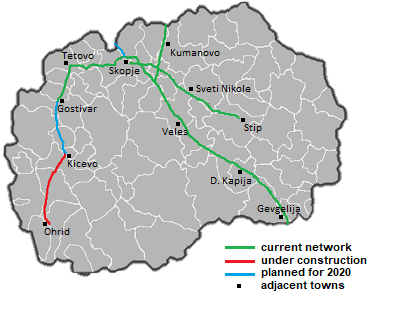
Автомагистрали Северной Македонии в 2019 году

Автомагистрали в Северной Македонии называются «автопат» (макед. автопат) и имеют текущую протяжённость 317 км (к 2021 году планируется увеличить её до 374 км). На 1 км² площади в среднем приходится 10 м автомагистрали (либо на 1000 человек — 125 м автомагистрали). Действующая система автодорог создана на основе дорог СФРЮ, но проходит модернизацию для соответствия требованиям Евросоюза. В стране действует ограничение скорости движения по автомагистралям в 130 км/ч, знаки — зелёного цвета (как в Швейцарии, Италии, Дании, Швеции, Греции, Литве и США), дорожная разметка — белого (идёт постепенный переход от жёлтого цвета к белому). В стране есть и платные дороги (макед. патарини) протяжённостью от 20 до 40 км, проезд по которым стоит от 30 до 80 динаров. Ведутся работы на магистралях A1, A2 и A3.

## Автомагистрали

### А1

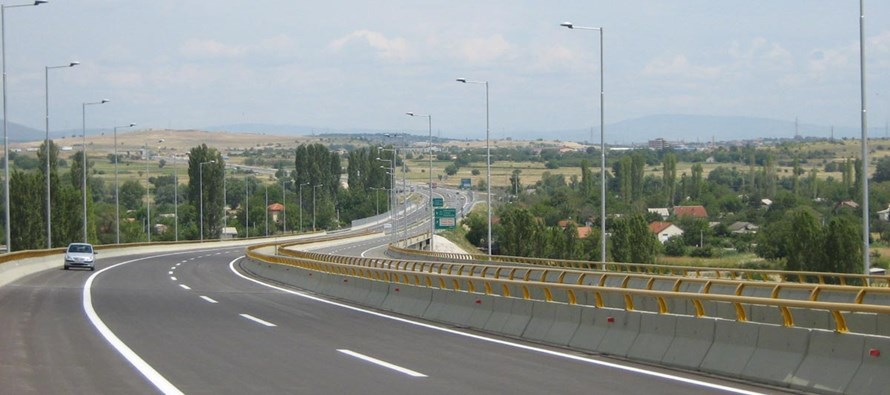
Участок А1 у Велеса

Автомагистраль А1 «Дружба» начинается в Табановце (на границе с Сербией у Прешево), проходит через Куманово (развилка с А2), Петровец (аэропорт Скопье у Скопье (развилка с А3), Велес, Градско (развилка с А5), Неготино (развилка с А7) и до границы с Грецией в Богородице и Эвзони у Гевгелии. Большая часть автомагистрали была построена во время СФРЮ: первый участок был открыт в 1979 году. Однако строительство завершилось в 2004 году незадолго до начала Афинской Олимпиады.
На 30-километровом участке между аэропортом Скопье и Велесом автомагистраль разделяется на несколько дорог, создавая дополнительную дистанцию в несколько километров. Северная дорога является основной, южная дорога является односторонней автострадой с крутыми поворотами. Пока в планах не стоит разделять северный маршрут на несколько дорог. Автомагистраль А1 входит в состав E 75.

### А2

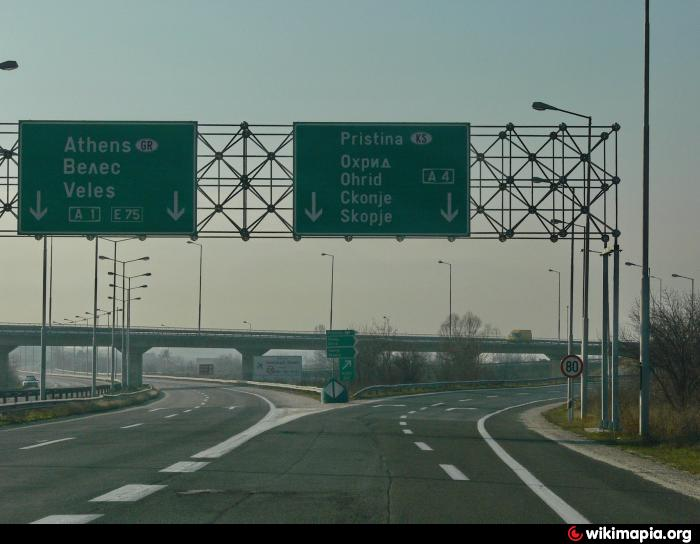
Развилка А1 и А2

Автомагистраль А2 «Мать Тереза» соединяет Криву-Паланку и Деве-Баир с болгарской границей и Охридом. Маршрут проходит через кольцо в Скопье и включён в дорогу, соединяющую Тетово и Гостивар. Часть маршрута проходит Кичево. Планируется сделать эту автомагистраль четырёхполосной к 2018 году. В настоящее время только участок Миладиновцы — Гостивар (развилка с А1) разделён барьером на месте сплошной, участок Тетово — Гостивар (25 км) ещё обустраивается.

### А3

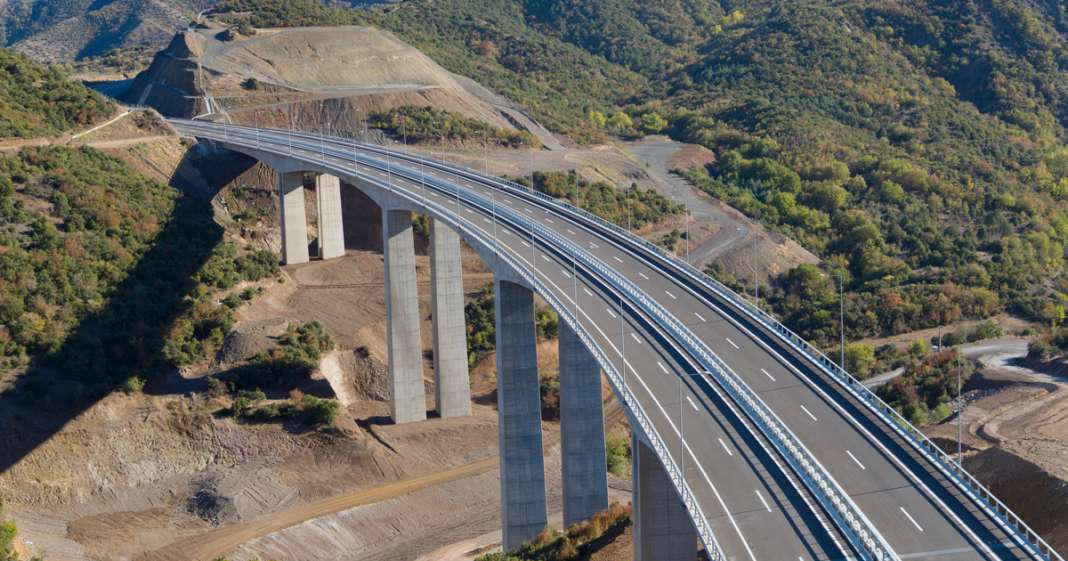
Участок А1 Демир Каплия—Смоквица

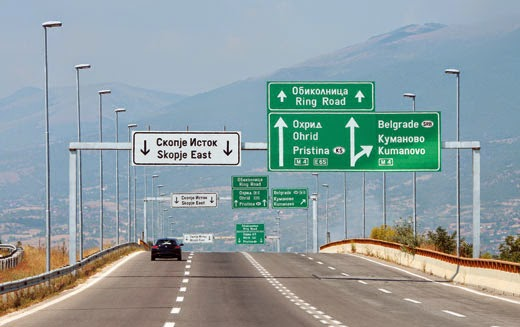
A2 участок Скопье

Автомагистраль А3 «Гоце Делчев» после завершения строительства соединит запад и восток страны: он пройдёт через Делчево (у болгарской границы), Кочани, Штип (развилка с А4), Велес (развилка с А1), Прилеп и Битолу, закончившись в Охриде (развилка с А2). Строительство 47-километрового участка должно завершиться в 2017 году и соединить Скопье и Штип.

### A4
Автомагистраль А4 должна соединить Скопье с косовской границей. Планируется переоборудовать часть имеющейся дороги в автомагистраль в ближайшем будущем. Дорога входит в состав E 65. Идёт строительство участка, который соединит Штип (развилка с А3) через Радовиш и Струмицу с болгарской границей у Ново-Село.